# Szun Waves
Szun Waves é uma banda britânica formada pelo produtor eletrônico Lucas Abbott, o baterista Laurence Pique da banda PVT e o saxofonista Jack Wyllie do Portico Quartet. A banda combina elementos de jazz experimental e espiritual com música eletrônica. Seu álbum de estreia At Sacred Walls foi lançado em 2016. Em agosto de 2018, eles lançaram o álbum sequência, New Hymn To Freedom.
O álbum de estreia do grupo, foi gravado no estúdio do compositor eletrônico James Holden, de onde o álbum leva o nome. O álbum foi lançado pela gravadora Buffalo Temple, financiada pela Abbott.
New Hymn To Freedom foi lançado em 31 de agosto de 2018 pela gravadora The Leaf Label, em formato digital, CD, vinil preto e edição limitada de vinil branco. O álbum é composto de seis "improvisações totalmente inéditas" que "ilumina o campo onde muitos músicos experimentais do Reino Unido foram tocar mais tarde".  Nesse álbum, "o trio têm tudo perfeitamente integrado, desde o jazz da psicologia ambiental e o kosmische experimental até a música eletrônica, em seu contínuo esforço para atingir uma espécie de iluminação através da performance".

## Discografia
- At Sacred Walls (Buffalo Temple, 2016)
- New Hymn To Freedom (The Leaf Label, 2018)